# Cesare Maria Antonio Rasponi
Cesare Maria Antonio Rasponi (ur. w 1615 w Rawennie, zm. 21 listopada 1675 w Rzymie) – włoski kardynał.

## Życiorys
Urodził się w 1615 roku w Rawennie, jako syn Francesca Rasponiego i Clarice Vaini. Studiował prawo cywilne na Uniwersytecie Bolońskim, a następnie został kanonikiem bazyliki laterańskiej, referendarzem Trybunału Obojga Syngatur i relatorem Świętej Konsulty. Po śmierci Urbana VIII wyjechał do Francji, gdzie zaprzyjaźnił się z Jules’em Mazarinem, a także wstąpił do inkwizycji rzymskiej. 14 stycznia 1664 roku został kreowany kardynałem in pectore. Jego nominacja na kardynała prezbitera została ogłoszona na konsystorzu 15 lutego 1666 roku i nadano mu kościół tytularny San Giovanni a Porta Latina. W 1667 roku został legatem a latere w Urbino. Zmarł 21 listopada 1675 roku w Rzymie.